# Beon-dong
Beon-dong (koreanska: 번동) är en stadsdel i huvudstaden Seoul i Sydkorea.  Den ligger i stadsdistriktet Gangbuk-gu. 

## Indelning
Administrativt är Beon-dong indelat i:
| Namn  | Namn             | Yta km² | Invånare 31 dec 2020 |
| ----- | ---------------- | ------- | -------------------- |
| 번1동 | Beon 1(il)-dong  | 0,66    | 19 441               |
| 번2동 | Beon 2(i)-dong   | 0,95    | 16 544               |
| 번3동 | Beon 3(sam)-dong | 1,10    | 17 605               |